# تلمبة سة محمد خان (مشيز بردسير)
تلمبة سة محمد خان (بالإنجليزية: Tolombeh-ye Seh Mohammad Khan)‏ هي مستوطنة تقع في إيران في كرمان. يقدر عدد سكانها بـ 23 نسمة .